# Eltendorf
Eltendorf (en húngaro: Ókörtvélyes) es una ciudad localizada en el Distrito de Jennersdorf, estado de Burgenland, Austria.
- Datos: Q662256
- Multimedia: Eltendorf / Q662256

1. ↑  Worldpostalcodes.org, código postal n.º 7562.